# 黑田鼠
黑田鼠（学名：Microtus agrestis）为仓鼠科田鼠属的动物。在中国大陆，分布于新疆（阿尔泰山、巴尔鲁克山）等地，多见于森林和森林草原的潮湿地区。该物种的模式产地在瑞典。